# Tom Coe
Thomas Coe, detto Tom (Manchester, 3 novembre 1873 – Manchester, 26 ottobre 1942), è stato un pallanuotista britannico.

## Carriera
Partecipò con l'Osborne Swimming Club #1 al torneo di pallanuoto ai Giochi della II Olimpiade, in rappresentanza della Gran Bretagna. La squadra britannica prevalse nettamente su tutte le altre squadre, terminando il torneo imbattuta e con ventinove reti realizzate in tre partite, subendone solo tre. Caddero sotto la potenza bretone i francesi del Tritons Lillois, battuti 12-0, i francesi dei Pupilles de Neptune de Lille #2, per 10-1, e i belgi del Brussels Swimming and Water Polo Club, battuti in finale per 7-2.

## Palmarès
- Oro ai Giochi olimpici di Parigi 1900